# Saison 2012 de la Super League
La Saison 2012 de la Super League (connu pour des raisons de partenariats comme la Stobart Super League XVII) est la dix-septième saison de cette compétition depuis que celle-ci a été créée en 1996. Quatorze équipes joueront 27 journées de championnat (phase régulière), les huit meilleures d'entre elles seront qualifiées pour les phases finales, dans le but de se qualifier pour la grande finale et pouvoir gagner le trophée de la Super League. Le coup d'envoi officiel de la saison est le 4 février 2012.

## Équipes
| Franchise                      | Stade                    | Capacité | Localisation                                       |
| ------------------------------ | ------------------------ | -------- | -------------------------------------------------- |
| Bradford Bulls                 | Grattan Stadium          | 27 491   | Bradford, Yorkshire de l'Ouest, Angleterre         |
| Castleford Tigers              | The Jungle               | 11 750   | Castleford, Yorkshire de l'Ouest, Angleterre       |
| Dragons Catalans (saison 2012) | Stade Gilbert-Brutus     | 10 460   | Perpignan, Pyrénées-Orientales, France             |
| London Broncos                 | The Stoop                | 14 816   | Twickenham, Londres, Angleterre                    |
| Huddersfield Giants            | Galpharm Stadium         | 24 544   | Huddersfield, Yorkshire de l'Ouest, Angleterre     |
| Hull FC                        | KC Stadium               | 25 404   | Kingston-upon-Hull, Yorkshire de l'Est, Angleterre |
| Hull KR                        | New Craven Park          | 9 024    | Kingston-upon-Hull, Yorkshire de l'Est, Angleterre |
| Leeds Rhinos                   | Headingley Rugby Stadium | 22 250   | Leeds, Yorkshire de l'Ouest, Angleterre            |
| Salford City Reds              | The Willows              | 11 363   | Salford, Grand Manchester, Angleterre              |
| St Helens RLFC                 | Halton Stadium           | 13 350   | Widnes, Cheshire, Angleterre                       |
| Wakefield Wildcats             | Belle Vue                | 12 600   | Wakefield, Yorkshire de l'Ouest, Angleterre        |
| Warrington Wolves              | Halliwell Jones Stadium  | 13 024   | Warrington, Cheshire, Angleterre                   |
| Widnes Vikings                 | Halton Stadium           | 13 350   | Widnes, Cheshire, Angleterre                       |
| Wigan Warriors                 | DW Stadium               | 25 138   | Wigan, Grand Manchester, Angleterre                |

## Classement de la phase régulière
| Rang | Franchise           | J  | V  | N | D  | Pm  | Pe   | Diff | Pts |
| ---- | ------------------- | -- | -- | - | -- | --- | ---- | ---- | --- |
| 1    | Wigan Warriors      | 26 | 21 | 0 | 5  | 976 | 423  | +553 | 42  |
| 2    | Warrington Wolves   | 26 | 19 | 1 | 6  | 857 | 525  | +332 | 39  |
| 3    | St Helens RLFC      | 26 | 16 | 2 | 8  | 769 | 462  | +307 | 34  |
| 4    | Dragons catalans    | 26 | 17 | 0 | 9  | 762 | 585  | +177 | 34  |
| 5    | Leeds Rhinos (T)    | 26 | 16 | 0 | 10 | 799 | 614  | +185 | 32  |
| 6    | Hull FC             | 26 | 14 | 2 | 10 | 660 | 611  | +49  | 30  |
| 7    | Huddersfield Giants | 26 | 13 | 0 | 13 | 651 | 640  | +11  | 26  |
| 8    | Wakefield Wildcats  | 26 | 12 | 0 | 14 | 591 | 730  | -139 | 24  |
| 9    | Bradford Bulls      | 26 | 14 | 1 | 11 | 607 | 706  | -99  | 23¹ |
| 10   | Hull KR             | 26 | 10 | 1 | 15 | 711 | 681  | +30  | 21  |
| 11   | Salford City Reds   | 26 | 8  | 1 | 17 | 584 | 802  | -218 | 17  |
| 12   | London Broncos      | 26 | 6  | 0 | 20 | 540 | 848  | -308 | 12  |
| 13   | Castleford Tigers   | 26 | 6  | 0 | 20 | 544 | 912  | -368 | 12  |
| 14   | Widnes Vikings      | 26 | 6  | 0 | 20 | 518 | 1030 | -512 | 12  |

|  | Qualifié pour les phases finales (no 1 à no 8). |
|  | T : tenant du titre 2011.                       |

Attribution des points : deux points sont attribués pour une victoire, un point pour un match nul, aucun point en cas de défaite.

¹ Les Bulls de Bradford ont eu six points de pénalité pour difficultés financières.

|           | 1er tour des play offs | 1er tour des play offs          | 1er tour des play offs | |                   |                                 |        | Demi-finales préliminaires | Demi-finales préliminaires |        |  |                   |                | Demi-finales      | Demi-finales |  |  | Grande finale | Grande finale |  |
|           |                        |                                 |                        | |                   |                                 |        |                            |                            |        |  |                   |                |                   |              |  |  |               |               |  |
|           |                        | QPO1 :                          |                        | |                   |                                 |        |                            |                            |        |  |                   |                |                   |              |  |  |               |               |  |
|           | 1                      | Wigan Warriors                  | 46                     | |                   |                                 |        |                            |                            |        |  |                   |                |                   |              |  |  |               |               |  |
|           | 4                      | Dragons Catalans                | 6                      | |                   |                                 |        | PSF1 :                     |                            |        |  |                   |                |                   |              |  |  |               |               |  |
|           |                        |                                 |                        | |                   |                                 |        | Dragons Catalans           | 20                         |        |  |                   |                |                   |              |  |  |               |               |  |
|           |                        | EPO1 :                          | EPO1 :                 | |                   |                                 |        | Leeds Rhinos               | 27                         |        |  |                   |                | QSF1 :            | QSF1 :       |  |  |               |               |  |
|           | 5                      | Leeds Rhinos                    | 42                     | |                   |                                 |        |                            |                            |        |  |                   |                | Wigan Warriors    | 12           |  |  |               |               |  |
|           | 8                      | Wakefield Wildcats              | 20                     | |                   |                                 |        |                            |                            |        |  |                   |                | Leeds Rhinos      | 13           |  |  | GF :          | GF :          |  |
|           |                        |                                 |                        | |                   |                                 |        |                            |                            |        |  |                   |                |                   |              |  |  | Leeds Rhinos  | 26            |  |
|           |                        | EPO2 :                          | EPO2 :                 | EPO2 : |                   |                                 |        |                            |                            | QSF2 : |  |                   |                | Warrington Wolves | 18           |  |  |               |               |  |
|           | 6                      | Hull FC                         | 46                     | |                   |                                 |        |                            |                            |        |  |                   | St Helens RLFC | 18                |              |  |  |               |               |  |
|           | 7                      | Huddersfield Giants             | 10                     | |                   | PSF2 :                          | PSF2 : |                            |                            |        |  | Warrington Wolves | 36             |                   |              |  |  |               |               |  |
|           |                        |                                 |                        | | Warrington Wolves | 24                              |        |                            |                            |        |  |                   |                |                   |              |  |  |               |               |  |
|           | QPO2 :                 | QPO2 :                          | QPO2 :                 | QPO2 : |                   |                                 |        | Hull FC                    | 12                         |        |  |                   |                |                   |              |  |  |               |               |  |
|           | 2                      | Warrington Wolves               | 6                      | |                   |                                 |        |                            |                            |        |  |                   |                |                   |              |  |  |               |               |  |
|           | 3                      | St Helens RLFC                  | 28                     | |                   |                                 |        |                            |                            |        |  |                   |                |                   |              |  |  |               |               |  |
|           |                        |                                 |                        | \| Légende : \| \| Progression de l'équipe défaite \| \| Progression de l'équipe victorieuse \| \| Progression de l'équipe choisie \| |                   |                                 |        |                            |                            |        |  |                   |                |                   |              |  |  |               |               |  |
| Légende : |                        | Progression de l'équipe défaite |                        | Progression de l'équipe victorieuse                                                                                                   |                   | Progression de l'équipe choisie |        |                            |                            |        |  |                   |                |                   |              |  |  |               |               |  |

Semaine 1. Qualification/Elimination en phase finale : les rencontres sont déterminées suivant le classement des équipes de la saison régulière. Les équipes ayant obtenu un meilleur rang affrontant l'équipe ayant le moins bon rang. Les équipes ayant le meilleur rang reçoivent.
Semaine 2. Les demi-finales préliminaires : les rencontres sont déterminées suivant le classement des équipes de la saison régulière. Les équipes ayant obtenu un meilleur rang affrontant l'équipe ayant le moins bon rang. Les équipes ayant le meilleur rang reçoivent.
Semaine 3. Les demi-finales : les vainqueurs des précédentes phases qualificatives s'affrontent pour déterminer les deux finalistes. Les adversaires sont décidées en fonction du choix de l'équipe ayant obtenu le meilleur classement lors de la saison régulière entre les deux équipes ayant le moins bon classement. Ce sont les vainqueurs de la semaine 1 qui reçoivent.